# Lei de bases
Chama-se Lei de bases à lei que define as linhas mestras da política porque se deve reger a legislação numa certa área de actividade. Normalmente carece de legislação complementar a ser emanada pelo Governo da República. Definidas no art.198º, n.º 3, da CRP.

## Leis de bases portuguesas
Lista de algumas das leis de bases em vigor em Portugal:
- Lei de bases da actividade física e do desporto
- Lei de bases do ambiente
- Lei de bases da contabilidade pública
- Lei de bases da economia social
- Lei de bases do financiamento do ensino superior
- Lei de bases do património cultural
- Lei de bases da protecção civil
- Lei de bases da reabilitação
- Lei de Bases da Saúde
- Lei de bases da segurança social
- Lei de Bases do Sistema Educativo
- Lei de bases das telecomunicações